# Lake Quivira
Lake Quivira – miasto w Stanach Zjednoczonych, w stanie Kansas, w hrabstwie Johnson.